# William An tAb Caoch Bourke
William An tAb Caoch Bourke, (mort en 1593) est le 20e Seigneur de Mayo  de 1586 à 1593

## Origine
William An tAb Caoch Bourke dont le surnom en gaélique signifie l'« Aveugle » est un fils de David Bourke et le frère de Risdeárd an Iarainn Bourke.
C'est initialement un religieux qui renonce à l'habit et apostasie sa foi catholique avec l'évêque suspect Malachias Annalone  en 1584 lorsqu'il jure fidélité au souverain anglais devant Sir John Perrot (en), Gouverneur en Chef   (7 janvier 1584 - 21 juin 1584) et Lord Deputy d'Irlande. Deux après il succède à Risdeárd Bourke comme 20e Mac William Íochtar  et Seigneur de Mayo  et il meurt en 1593.